# Robin Dutt
Robin Dutt (* 24. Januar 1965 in Köln-Lindenthal) ist ein deutscher Fußballtrainer und -funktionär.

## Leben
Dutt, dessen Vater aus Indien und dessen Mutter aus dem Hochschwarzwald stammt, wuchs in der Nähe von Stuttgart auf. Der gelernte Industriekaufmann ist verheiratet und hat einen Sohn.

## Karriere

### Laufbahn als Spieler
Dutt spielte bis 1983 in der Jugend der SpVgg Hirschlanden, bei der er seine Laufbahn von 1983 bis 1985 in der Kreisliga-Mannschaft fortsetzte. Dann wechselte er in die Bezirksliga zum TSV Korntal, für den er von 1985 bis 1987 spielte. Von 1987 bis 1988 und 1988 bis 1990 gehörte er den Bezirksligavereinen TSV Münchingen und TSV Korntal an. Von 1990 bis 1993 war Dutt beim FV Zuffenhausen aktiv, der der Verbandsliga angehörte. Von 1993 bis 1995 spielte er für die SKV Rutesheim in der Bezirksliga.

### Laufbahn als Trainer und Funktionär

#### Anfänge
Am Ende seiner aktiven Spielerzeit war Robin Dutt vier Jahre bis 1999 als Spielertrainer bei der TSG Leonberg tätig, mit der er den Aufstieg in die nächsthöhere Spielklasse erreichte. Seine nächste Station war die zweite Mannschaft der TSF Ditzingen, die er ein Jahr lang betreute. Nebenbei war er auch Trainerassistent der ersten Mannschaft. Im Jahr 2000 übernahm Robin Dutt die Cheftrainerposition der ersten Mannschaft in der Oberliga.

#### Stuttgarter Kickers
Nach dem Abstieg mit Ditzingen wechselte Dutt zur 2. Mannschaft der Stuttgarter Kickers und trainierte ab 1. Juli 2002 die Oberliga-Mannschaft des Vereins. Am 28. Oktober 2003 übernahm er den vakanten Trainerposten des Regionalligakaders. Dutt gewann 2004/05 und 2005/06 mit den Stuttgarter Kickers den WFV-Pokal und qualifizierte sich jeweils für die Teilnahme am DFB-Pokal-Wettbewerb. Am 9. September 2006 bezwangen die Stuttgarter Kickers überraschend den Bundesligisten Hamburger SV in der 1. Hauptrunde des DFB-Pokals mit 4:3.
Als Lehrgangsbester schloss Dutt am 10. Juni 2005 den DFB-Fußball-Lehrer-Lehrgang in der Hennes-Weisweiler-Akademie an der Deutschen Sporthochschule Köln mit der Gesamtnote von 1,4 ab. Im September 2006 erhielt Dutt die ersten Anfragen aus dem Profilager. Bei Hannover 96 galt er als Cheftrainer-Kandidat für die Nachfolge von Peter Neururer, der kurz zuvor entlassen worden war. Die nächste Trainerstation Dutts wurde aber der Zweitligist SC Freiburg, bei dem er zur Saison 2007/08 die Nachfolge von Volker Finke antrat.

#### SC Freiburg
In seinem ersten Jahr in Freiburg erreichte er mit seiner Mannschaft in der 2. Liga den fünften Tabellenplatz. Aufgrund der guten Zusammenarbeit wurde sein Vertrag bereits im Mai 2008 vorzeitig bis 2010 verlängert. Am 10. Mai 2009 wurde der SC Freiburg vorzeitig Meister und schaffte damit die Rückkehr in die Erste Bundesliga.
Am 23. Oktober 2009 wurde Dutts Vertrag beim SC Freiburg bis Sommer 2012 verlängert.
Die Vereinsführung des SC Freiburg stellte sich auch nach der Niederlage gegen den Tabellenletzten Hertha BSC am 21. Februar 2010 demonstrativ hinter Dutt. Die Vorrunde der Saison 2010/11 schloss der SC überraschend positiv auf Platz 6 ab, am Ende reichte es für Platz 9.
Der Kicker zog folgendes Fazit über Dutts vierjährige Zeit beim Sport-Club:

„Geprägt hat Robin Dutt den Klub ebenso [wie Finke]. Aber auf seine Weise: Sachlich und analytisch im Tonfall. Geschickt und geschliffen in der Rhetorik. Akribisch und innovativ in der täglichen Arbeit. Ehrgeizig und strategisch hinsichtlich der Fortentwicklung des Teams, sowie modern und variabel in der Spielidee.“

#### Bayer Leverkusen

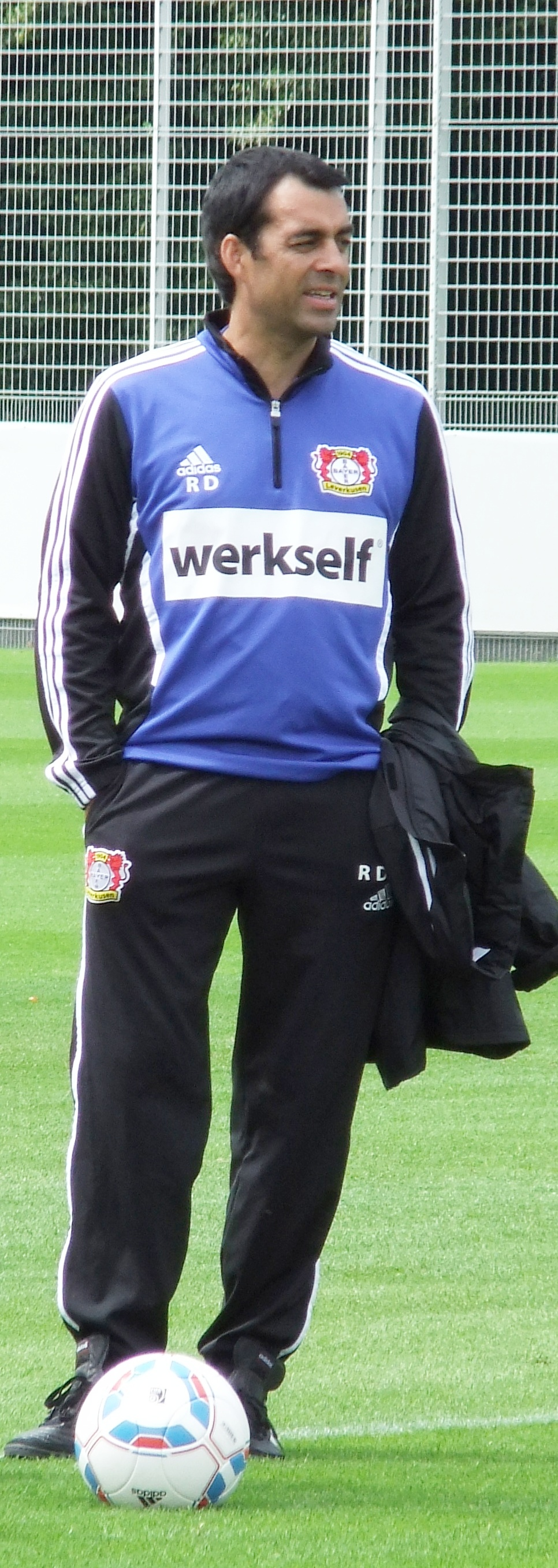
Robin Dutt (2011)

Am 21. März 2011 gab Bayer 04 Leverkusen bekannt, dass ihr bisheriger Trainer Jupp Heynckes seinen zum Saisonende auslaufenden Vertrag nicht verlängern werde, und stellte Dutt noch am selben Tag als dessen Nachfolger vor. Dutt unterschrieb einen Vertrag über zwei Jahre bis zum 30. Juni 2013 mit einjähriger Option. Er wechselte gemeinsam mit seinem Co-Trainer Damir Burić und Torwart-Trainer Marco Langner nach Leverkusen und begann mit seiner Arbeit am 1. Juli 2011. Dutts Nachfolger in Freiburg wurde der bisherige Trainer der zweiten Mannschaft, Marcus Sorg. Am 1. April 2012 wurde Dutt samt seinen Assistenztrainern nach einer 0:2-Heimniederlage gegen seinen Ex-Verein SC Freiburg freigestellt.
Dutt, der in der Saison zunehmend mit den Ausfällen vieler Leistungsträger zu kämpfen hatte, gelangen während seiner Zeit als Cheftrainer der Leverkusener Siege gegen den FC Chelsea, FC Valencia und der erste Leverkusener Bundesliga-Sieg gegen den deutschen Rekordmeister FC Bayern München seit dem Jahr 2004, am Ende seiner Zeit in Leverkusen stand jedoch eine Serie von fünf Pflichtspiel-Niederlagen in Folge, zu denen unter anderem die höchste Europapokal-Niederlage des Vereins überhaupt (1:7 beim FC Barcelona) zählte. Darüber hinaus musste er bereits im September 2011 die höchste Heimniederlage im Derby gegen den 1. FC Köln verschmerzen, die Bayer Leverkusen jemals unterlief (1:4). Dutt nahm auf eigenen Wunsch hin an der Pressekonferenz teil, auf der seine Entlassung verkündet wurde, äußerte sich zur Situation und durfte die Mannschaft außerdem, ebenfalls auf eigenen Wunsch, selbst, ohne Anwesenheit von Verantwortlichen aus der Führungsetage des Vereins, von seiner Entlassung in Kenntnis setzen.
In einem Interview äußerte später der Geschäftsführer des Vereins, Wolfgang Holzhäuser, dass Dutt eigentlich erst zur nachfolgenden Saison hätte verpflichtet werden sollen und nur aufgrund des frühzeitigen Abgangs von Heynckes zum FC Bayern München, bereits 2011 seine Aufgabe angetreten habe. Holzhäuser machte diesen Sachverhalt für Dutts Scheitern verantwortlich, da der Kader im Sommer 2011 für Heynckes ausgelegt gewesen sei und mit Dutt 2012 eine andere Mannschaft aufgebaut hätte werden sollen. Zudem übte Holzhäuser auf einer der letzten Pressekonferenzen scharfe Kritik am abfälligen Umgang vieler Fans mit Dutt, der sich mit zunehmender Erfolglosigkeit der Mannschaft eingestellt und sich im Stadion wie auch auf Internet-Plattformen gezeigt habe.
Eine Besonderheit an Dutts Werdegang als Trainer ist, dass es ihm mit nur vier Vereinswechseln gelang, von einem Spieler und Trainer aus dem mittel- bis unterklassigen Amateurbereich zum Trainer eines Champions-League-Teilnehmers aufzusteigen, da er sich mit ausnahmslos jedem Vereinswechsel signifikant in Spielklasse und Perspektive steigerte.

#### DFB-Sportdirektor
Vom 1. August 2012 bis zum 31. Mai 2013 arbeitete Robin Dutt als Sportdirektor beim Deutschen Fußball-Bund (DFB). Er war als Nachfolger von Matthias Sammer, der Anfang Juli 2012 in den Sportvorstand des FC Bayern München gewechselt war, zuständig für die Jugend- und Talentförderung und die Optimierung der Trainerausbildung des Verbandes. Nachdem sich der SV Werder Bremen im Mai 2013 von Thomas Schaaf getrennt hatte, erhielt Dutt das Angebot, seine Nachfolge zur neuen Saison anzutreten. Die dafür benötigte Freigabe erteilte der DFB am 27. Mai 2013.

#### SV Werder Bremen
Zur Saison 2013/14 übernahm Dutt das Bundesligateam des SV Werder Bremen als Nachfolger von Thomas Schaaf. Er unterschrieb einen Dreijahresvertrag bis zum 30. Juni 2016. Sein erstes Pflichtspiel mit dem SV Werder verlor er in der ersten DFB-Pokalrunde gegen den 1. FC Saarbrücken mit 1:3 nach Verlängerung. In der Bundesligasaison landete Werder Bremen auf dem 12. Tabellenplatz.  Nach neun Ligaspielen ohne Sieg in der darauffolgenden Spielzeit 2014/15 stellte der Verein am 25. Oktober 2014 Dutt und sein Trainerteam von ihren Aufgaben frei.

#### Vorstand Sport beim VfB Stuttgart
Am 6. Januar 2015 wurde Robin Dutt offiziell als neuer Vorstand Sport des VfB Stuttgart vorgestellt. Er erhielt einen Vertrag bis Dezember 2018. Unter seiner Verantwortung schaffte der Verein den Klassenerhalt in der Saison 2014/15. In der Saison 2015/16 stieg der VfB erstmals seit 1975 in die 2. Bundesliga ab. Am 17. Mai 2016 trennten sich Dutt und der VfB Stuttgart im gegenseitigen Einvernehmen.

#### VfL Bochum
Am 12. Februar 2018 übernahm Dutt die Zweitligamannschaft des VfL Bochum, die nach dem 22. Spieltag mit 26 Punkten auf dem 14. Tabellenplatz stand. Dutt und seinem Co-Trainer Heiko Butscher gelang es, die Mannschaft deutlich zu stabilisieren: nach einem 0:1 in Heidenheim blieb sie neun Spiele nacheinander unbesiegt, konnte sich am 32. Spieltag mit einem 2:1-Sieg gegen Erzgebirge Aue vorzeitig den Klassenerhalt sichern und schloss die Saison auf Tabellenplatz 6 ab.
Nach einem erfolgreichen Start in die Saison 2018/19 wurde Dutts Vertrag im Oktober 2018 vorzeitig bis zum 30. Juni 2020 verlängert.
Ende August 2019 beurlaubte der VfL Dutt nach vier sieglosen Spielen in Folge.

#### Wolfsberger AC
Zur Saison 2021/22 wurde Dutt Trainer des österreichischen Bundesligisten Wolfsberger AC. Mit ihm gelang dem Verein in der Saison 2021/22 der Sprung zurück in einen internationalen Wettbewerb – die Conference League wurde als Tabellenvierter erreicht. In der Qualifikation zu besagtem Bewerb scheiterten die Kärntner in der Folgesaison allerdings im Playoff am Molde FK, in der Liga lief es deutlich schlechter als in der Vorsaison: Nach 20 Runden belegte der WAC nur Rang neun und hatte bereits keine Chance mehr auf die Meistergruppe, die damit erstmals überhaupt verpasst wurde, woraufhin Dutt im März 2023 entlassen wurde.